# Gasoline (canción de Halsey)
«Gasoline» es una canción de la cantautora estadounidense Halsey. Incluida en la edición deluxe de su álbum debut Badlands. Está escrita por Halsey y su exnovio, productor, amigo, compañero de trabajo, etc. Lido también producida por él.

## Composición
La canción se describe como una "inquietante pista electropop." La canción describe sobre la experiencia de Halsey con la salud mental, su desorden bipolar y ella se siente fuera de paso con el resto de la sociedad.
En una entrevista con Pop Justice, Halsey confirmó que ella la añadió a Badlands doce días antes de lo esperado, así que la canción fue escrita y producida días antes de lo que se había previsto inicialmente para ser lanzado el álbum. Ella describió la pista como autoconsciente, considerando que es una sinopsis para el álbum y como ella dijo, "creo que esto es lo que el disco estaba buscando". Ella también expresó su interés en que la gente comprara la versión de lujo del álbum solo con el propósito de conseguir la pista.

## Certificaciones
| País           | Organismo certificador | Certificación | Copias certificadas | Ref.  |
| -------------- | ---------------------- | ------------- | ------------------- | ----- |
| Australia      | ARIA                   | Oro           | 35 000              | [ 2 ] |
| Estados Unidos | RIAA                   | Platino       | 1 000 000           | [ 3 ] |

## Presentaciones en vivo
"Gasoline" fue presentado como por Halsey en todas las fechas del Badlands Tour para abrir los shows.